# Ochánduri
Ochánduri è un comune spagnolo di 100 abitanti situato nella comunità autonoma di La Rioja.